# Германско-черногорские отношения
Германско-черногорские отношения — двусторонние дипломатические отношения между Германией и Черногорией. Государства являются членами Совета Европы и НАТО. Также Черногория является кандидатом на вступление в Европейский союз, а Германия — членом этой организации.

## История
В 1997 году бундесвер использовал аэропорт Подгорицы при осуществлении операция «Стрекоза» в Албании, что стало первой боевой операцией германских войск после окончания Второй мировой войны.
Германия поддерживает проект по осуществлению демократических реформ в Черногории и укреплению административных структур страны, особенно в области правовой и административной реформы, содействия развития гражданскому обществу и средств массовой информации. Германия является крупнейшим экономическим донором Черногории. Институт имени Гёте представляет свои интересы в Черногории с точки зрения культурной и языковой работы из своего офиса в Белграде. Осенью 2019 года начал работу языковой немецкий центр в Черногории.

## Торговля
В 2020 году Черногория импортировала товаров из Германии на сумму 232,24 млн долларов США, а черногорский экспорт в Германию составил сумму 19,77 млн долларов США.

## Дипломатические представительства
- Германия имеет посольство в Подгорице[6].
- У Черногории имеется посольство в Берлине[7].